# Setra SG 321 UL
Setra SG 321 UL — сочленённый автобус серии MultiClass 300, выпускаемый немецкой компанией Setra с 1995 по 2006 год.

## Эксплуатация
Автобус Setra SG 321 UL эксплуатируется в Германии и Италии.
- По данным сайта Photobus, в Германии эксплуатируется 60 автобусов, из всех 63. В настоящее время автобусы выводятся из эксплуатации[4].
- В Италии эксплуатируется 54 автобуса Setra SG 321 UL[5].
- Начиная с 2019 года, один автобус Setra SG 321 UL эксплуатируется в Польше[6]. В 2021 году в Польшу поступило ещё два автобуса[7]. Столько же эксплуатируются в Румынии[8].
- В Швеции, Дании и Сербии эксплуатируется 1 автобус Setra SG 321 UL[9][10][11].

Остальные эксплуатируются в качестве служебных.
| Страна     | Предприятие                  | Количество | Серии | Эксплуатауия      |
| ---------- | ---------------------------- | ---------- | ----- | ----------------- |
| Германия   | Autokraft                    | 50         | 1     | Шлезвиг-Гольштейн |
| Германия   | Weser-Ems-Bus                | 482        |       | Нижняя Саксония   |
| Франция    | Réseau 67                    | 385        |       | Нижний Рейн       |
| Нидерланды | Horn Tours                   | BL-ZS-78   | 1     |                   |
| Нидерланды | Stichting 'We gaan ze halen' | 75-BLR-1   | 1     |                   |